# Львівський музей іграшок
Львівський музей іграшок — музей іграшок у місті Львів, заснований колекціонером Павлом Морозовським.

## Історія
Музей створений на основі зібрання львівського колекціонера Павла Івановича Морозовського, який протягом кількох десятиліть збирав і продовжує збирати дивовижну колекцію ляльок та іграшок радянського періоду та Європи.
Відкриття музею відбулося у серпні 2018. Управляє музеєм ГО «Львівський музей іграшок».
У 2021, музей змінив свою адресу.

## Експозиція
Колекція музею нараховує понад 14 000 одиниць експонатів, з яких понад 1000 експонатів розміщено у постійній експозиції.
Серед експонатів: технічні та конструкторські іграшки, ляльки, фігурки, м'які іграшки, унікальна колекція настільних ігор, сервізів, гарнітурів і раритетних машинок.